# Municipi G de Montevideo
El municipi G (en castellà, municipio G) és un dels vuit municipis de Montevideo, Uruguai. Ocupa pràcticament tot el costat nord-oest del departament, sobre la frontera amb Canelones. És un municipi poc urbanitzat i amb grans extensions rurals.
Va ser creat mitjançant el decret 11.567 del 13 de setembre de 2009, ratificat posteriorment.

## Geografia
El municipi G limita a l'oest amb el departament de San José, al nord amb el departament de Canelones, a l'est amb el municipi D, i al sud amb els municipis A i C.

## Població
D'acord amb les dades del cens del 2009, el municipi tenia una població aproximada de 100.000 habitants.

## Barris
Cadascun dels municipis de Montevideo se subdivideix en barris (barrios). En concret, el municipi G es troba format pels següents barris: Abayubá, Colón Centro y Noroeste, Conciliación, Lezica, Melilla, Paso de las Duranas, Peñarol-Lavalleja i Sayago.

## Infraestructura
Aquest municipi compta amb un aeroport propi, l'Aeroport Internacional Ángel S. Adami, ubicat al barri de Melilla.

## Llocs d'interès
- Casa de la Cultura (Abayubá).
- Museu Nacional d'Antropologia (Paso de las Duranas).
- Museu de la Memòria (Paso de las Duranas).
- Antiga seu del Central Uruguay Railway Cricket Club (actual Club Atlético Peñarol, al barri Peñarol).

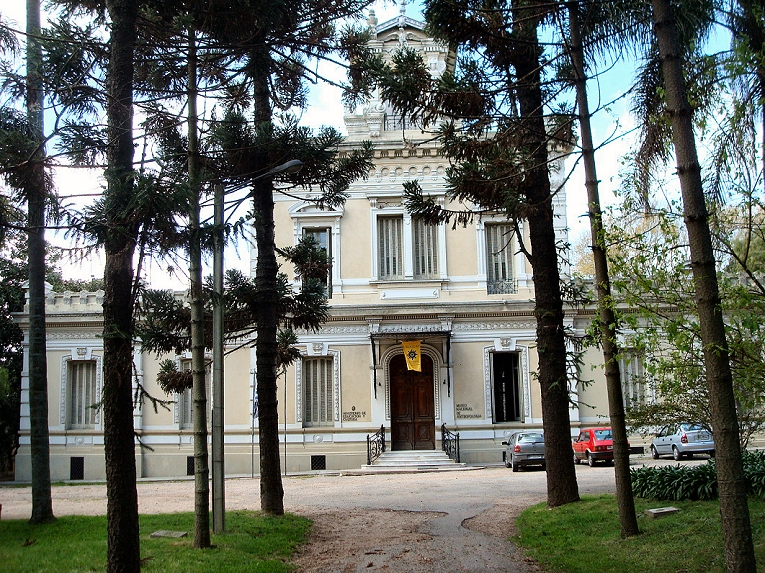
Museu d'Antropologia.
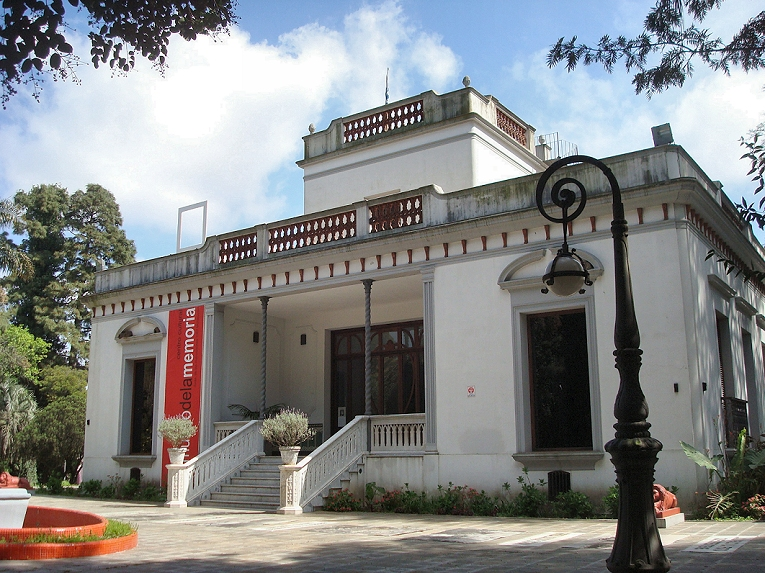
Museu de la Memòria.
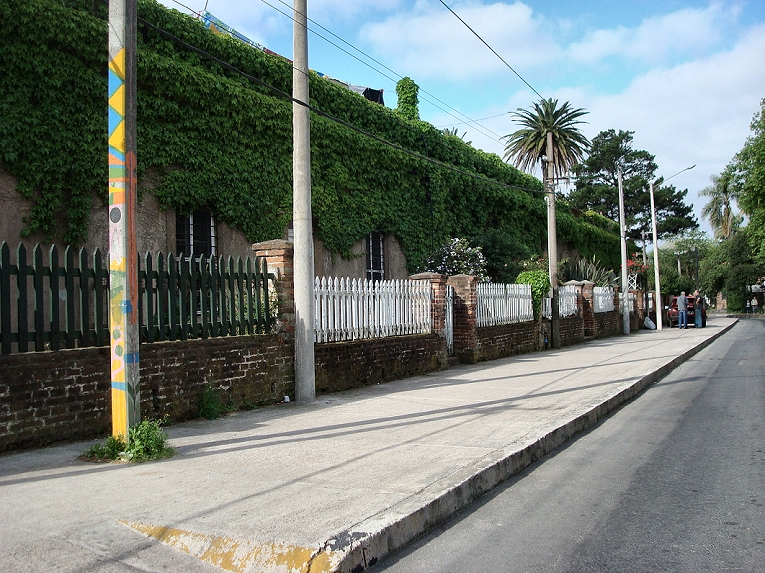
Zona històrica del barri Peñarol.